# Друже музико
"Друже Музико" ("Druzhe Muzyko") — український рок-гурт з Одеси.
Гурт «Друже Музико» є представником авторського стилю «етно-драйв» — стилю, в основі якого лежить українська мелодика і драйв рок-музики водночас. Гурт виконує свої пісні, а також пісні на слова видатних українських митців: Шевченка, Лесі Українки, Василя Вишиваного, Юрія Руфа,Сергія Братчука, воїнів АТО. До популярних пісень гурту належать : "Бессарабська", "300-30-3", "Українські отамани", "Характерник", "Кобзарський заповіт", "Панцеркант", "До збруї", "На чорних номерах", "До Дня Героїв", "Ми боронимо своє", "Мати казала", "Крилате братство" та ін., Окремі з яких увійшли до альбомів "Офензива" та "Офензива ІІ".

## Історія

### Початок формування, перший склад [2009–2010]
Гурт було створено 2009 року у м. Одесі. Спочатку колектив був акустичним, та записав перше демо з 3 пісень: «Похмурий ранок», «Почуття» і «Прип'ять». 10 липня 2009 року «Друже Музико» беруть участь у фестивалі української авторської пісні «ДИКИЙ МЕД — 2009» у місті Сколе, стає володарем ІІІ премії у номінації «Акустичний гурт». Цей перший вихід на сцену і стає офіційним днем народження гурту.
До першого складу гурту увійшли:
- Максим Трубніков  — вокал, гітара;
- Дмитро Коренков  — гітара;
- Максим Крисань  — скрипка;
- Олександр Божко  — перкусія.

В такому складі гурт виступив на фестивалях: «Серпневий Заспів», «Одеський Мамай», «Археологія» та концерт пам'яті В. Івасюка. Саме цим складом було започатковано щорічний культурно-просвітницький захід «Українські вечорниці в Одесі», в яких гурт бере постійну участь. В січні 2010 року зняли перший кліп гурту на пісню «Почуття»

### Зміни складу та новий матеріал [2010–2013]
2010-го року гурт оновлює свій склад:
- Максим Трубніков  — вокал, гітара;
- Ірина Барвінська  — бас;
- Любомир Голубєв  — скрипка;
- Євген Мисливцев  — сопілка;
- Юрій Карпюк  — перкусія.

Гурт почав активно працювати як над авторськими піснями так і над обробками фольклору. Під «дружемузиківські» аранжування потрапив цілий пласт купальських пісень, такі як: «На Купала нічка мала», «Піду в садочок», «Коло Мареноньки», «Кривий танець», тощо. У створенні нової програми брала участь на бек-вокалі Марина Губська. Наприкінці року до гурту приходить барабанщик Володимир Кравченко.
Саме в 2010 році гурт «Друже Музико» з акустичного складу починає перехід до відповідного рок-музиці.
«Країна Мрій», «У.рок», «Global Village», «Українська рок хвиля», «Млиноманія» — фестивалі в яких «Друже Музико» брали участь у 2010—2011 роках, та й звісно величезна кількість сольних концертів на визначні та святкові дати. У 2011 році в складі гурту встигли пограти відразу два скрипалі: Сергій Бугайов та В'ячеслав Хавренок.
У грудні 2011 року гурт стає фіналістом у фестивалі Червона Рута і здобуває спеціальну відзнаку журі та диплом «За створення вдалого національного сценічного образу».
У 2012—2013 році гурт переживає зміни складу. Любомир Голубєв та Юрій Карпюк приймають рішення залишити колектив. На їх місце приходять нові учасники: Сергій Чуденко (перкусія) та Павло Влаєв (акордеон), а згодом до музичної ватаги долучається Валерія Афанасьєва, яка займає місце бек-вокалістки. В оновленому складі гурт починає записувати накопичений матеріал та бере участь у багатьох етнофестивалях на теренах всієї України, серед яких зокрема Підкамінь, Горлиця, Трипільські Зорі, Обнова-фест, тощо.
Записують демо-альбом, який складається з 10 пісень:
1. «Патріот»,
2. «Гуляла»,
3. «Кобзарський заповіт»,
4. «Питання»,
5. «Різдвяне дійство»,
6. «Будь з нами! Будь українцем!»,
7. «Голуб відлітає» (обробка української народної пісні),
8. «Мирославка»,
9. «Машингвери» (обробка повстанської пісні),
10 «Броненосець» (обробка українською мовою пісні гурту Ляпіс Трубецький).
Пісня «Будь з нами! Будь українцем!» стає візитівкою та піснею — гаслом гурту.
У середині 2013 року гурт залишають Павло Влаєв та Валерія Афанасьєва, чиї місця займають Андрій Назарішин (баян) та Ксенія Матусевич (бек-вокал), склад гурту стає таким:
- Максим Трубніков  — вокал, гітара, кобза;
- Ірина Барвінська  — бас;
- Володимир Кравченко  — барабани;
- Сергій Чуденко  — перкусія;
- Ксенія Матусевич  — бек вокал;
- Андрій Назаришин  — баян;

У 2013—2014 гурт «Друже Музико» бере активну участь у Революції Гідності, як в рідній Одесі, Києві, Львові та і в інших містах України.

### Дебютний альбом «Будь з нами! Будь українцем!» [2014]
Початок року ознаменувався анонсом дебютного альбому разом з презентацією синглу на пісню «Гойя». Робота над записом матеріалу велася на студії звукозапису «EdRecords». До альбому увійшли 5 нових композиції і 5 з попереднього демо, а саме:
1. «Українські отамани»,
2. «Гойя»,
3. «Черевики»
4. «Українки»,
5. «Майданівська»
6. «Будь з нами! Будь українцем!»
7. «Машингвери»,
8. «Питання»,
9. «Мирославка»
10. «Кобзарський заповіт».

Пісня «Українські отамани» на певний час стає гімном та звучить під час виходу на ринг напівпрофесійної боксерської команди що брала участь у боксерській лізі World Series Boxing (WSB) «Українські Отамани» .
У 2015 році до складу гурту долучилися Максим Бурля (ударні) та Тетяна Шинкаренко (бас-гітара). Фестивалі, концерти, заходи: «Залізний кулак», «Кузьма з нами», «Байдужість вбиває», «Березів Банде-фест», «Сусіди», «Трипільське коло», «Холодний яр», «Ше-фест», «Вишиванковий фестиваль», «Український бум», «Повстанець» та у складі «Музичного батальйону» концерти в АТО.
А ще разом з «Друже Музико» в різні часи музикували: бандура, труба та навіть шотландська волинка.
На межі 2015—2016 року до складу гурту повертається Ярослав Прохоров (ударні) та на певний час бас-гітару до рук бере Вікторія Мельник. Гурт намагається якомога частіше грати концерти для військових та місцевого населення в зоні АТО, брати участь у благодійних концертах на підтримку ЗСУ та добровольчих батальйонів.

### Другий альбом Сторінками волі [2016]
2016 рік додає у скарбничку творчості "Друже Музико" другий альбом - "Сторінками волі".
11 пісень, які за тематикою проводять слухача українською історією від прадавніх часів до сьогодення:
1. Грай, Друже, грай,
2. Земле моя,
3. Молитва бійця,
4. Сидить Миколай (обробка колядки),
5. Зібралися всі бурлаки (обробка народної пісні)
6. Славень прапор України, (на слова Олександра Олеся),
7. Ми нація (на слова Юрія Липи),
8. Лента за лентою, (обробка повстанської пісні)
9. Разом до кінця,
10. Воїн,
11. Хвиля.

З 2017 року у складі гурту четверо музикантів:
Максим Трубніков - гітара, вокал
Павло Влаєв - акордеон, бек-вокал
Тетяна Шинкаренко - бас-гітара, бек вокал
Ярослав Прохоров - ударні.

### Третій альбом Мелос [2018]
До третього альбому гурту увійшло 12 пісень:
1. "Україна денс",
2. "Музбат",
3. "На чорних номерах",
4. "Соколи" (обробка народної пісні),
5. "Бессарабська" (обробка народної пісні),
6. "Іванка" (обробка народної пісні),
7. "Карпатська" (обробка народної пісні),
8. "Чоловіча доля" (обробка народної пісні),
9. "Щедрівка" (обробка народної пісні),
10. "Панцер-кант" (обробка народної пісні),
11. "Чорне море" (обробка пісні Василя Гонтарського),
12. "Ду-най"( обробка пісні гурту Rammstein до фестивалю "Дунайська січ"),

На пісні "Ду-най" та "На чорних номерах" режисером Юрієм Оніщенко були зняті відеокліпи.

### Новітній етап: з [2019]
Протягом 2020-2022 р.р.,після зміни складу учасників, гурт працював над четвертим та п'ятим студійним альбомом "Офензива" та "Офензива ІІ", до якого увійшли найкращі пісні за 10 років існування гурту, нові та не видані.
          Влітку 2020 року був записаний та побачив світ альбом «Офензива», до якого увійшли пісні на слова відомих поетів та письменників-ветеранів та воїнів АТО та ООС, а також Марш Морської Охорони Державної Прикордонної служби України, написаний лідером  гурту Максимом Трубніковим :
1. До Дня Героїв (слова – Юрій Руф, музика Максим Трубніков),
2. Марш Морської охорони ДПСУ (слова – Роман Магера, Максим Трубніков, музика – Максим Трубніков),
3. Я Воїн країни (Максим Трубніков),
4. В той день (кавер-версія на слова Максима Трубнікова),
5. Повертайся живим (кавер-версія гурту Друже Музико на пісню Скрябіна), 
6. До збруї! (слова – Василь Вишиваний, музика Максим Трубніков), до відкриття погруддя Василю Вишиваному та в рамках проєкту «Нескорений пророк»,
7. Вгору Прапори Рок-версія пісні-гімну СУМ (Спілка Української Молоді), 
8. Українська Усмішка (Слова та музика – Максим Трубніков), 
9. Аратта (Слова та музика – Максим Трубніков),
10. Характерник (Слова та музика – Максим Трубніков), - за мотивами роману Василя Шкляра,
11. Породила мати сина (Слова Т.Г. Шевченка, музика – Максим Трубніков), - по тематиці проєкту «Нескорений пророк» ,
12. Голіаф (Слова та музика – Максим Трубніков), за мотивами українського патріотичного журналу-коміксу «ВоЛя».
Гурт піснею Новий день [Архівовано 13 червня 2021 у Wayback Machine.] долучився до акції «Так працює пам'ять», присвяченої пам'яті Данила Дідіка і всім, хто віддав життя за незалежність України.